# تاش‌چی‌لار (بایبورد)
تاش‌چی‌لار {{ترکی|Taşçılar) (به کردی: Taxbûr) یک منطقهٔ مسکونی در ترکیه است که در بایبورد واقع شده‌است. تاش‌چی‌لار ۱۱۲ نفر جمعیت دارد.